# Erdal Pekdemir
Erdal Pekdemir (* 13. März 1992 in Piraziz) ist ein türkischer Fußballspieler.

## Karriere
Pekdemir kam in Bornova, einem Stadtteil Izmirs, auf die Welt und begann 2004 in der Jugend des staatlich geförderten Sportvereins Ordu İl Özel İdare GSK mit dem Vereinsfußball. Anschließend durchlief er die Jugendabteilung von Orduspor.
Im Sommer 2011 erhielt er bei Orduspor einen Profivertrag, spielte aber weiterhin fast zwei Jahre ausschließlich für die Reservemannschaft. Erst am letzten Spieltag der Saison 2012/13 gab er in der Erstligabegegnung vom 18. Mai 2013 gegen Akhisar Belediyespor sein Profidebüt.
Im Sommer 2014 wechselte Pekdemir zum Amateurverein Yeni Amasyaspor.